# Bengt Essén
Bengt Rütgersson Essén, född 12 augusti 1920 i Yokohama i Japan, död 13 augusti 2020 i Danderyd, var en svensk skolledare och krigsveteran.
Essén, som var rektor vid gymnasieskolan i Solna kommun, var en av de sista överlevande av de svenska frivilliga i finska vinterkriget. Vid Esséns död rapporterades allmänt att han var den siste överlevande av de svenska frivilliga i vinterkriget, men uppgiften korrigerades inom ett par dagar då det framkom att ytterligare några ännu levde.
Han var son till Rütger Essén och Ingeborg Essén samt halvbror till Thure Essén och bror till Marianne Rasmuson. Han gifte sig 1946 med Venla Gebhard, som var dotter till Albert Gebhard. Mot slutet av sitt liv var han sammanboende med Erica Ljungdahl till hennes död..